# Luzonita
La luzonita es un mineral de la clase de los minerales sulfuros, y dentro de esta pertenece al llamado "grupo de la estannita". Fue descubierto en 1874 en el antiguo distrito español de Lepanto en la localidad de Mancayan en la provincia de Benguet, región  de La Cordillera (isla de Luzón, Filipinas), en la época que era colonia de España, siendo nombrado a partir del nombre de esta isla.

## Características químicas
Químicamente es un complejo sulfuro y arseniuro de cobre, anhidro. Como todos los minerales del grupo de la estannita son sulfuros metálicos que cristalizan en sistema tetragonal.
Es dimorfo de la enargita (Cu3AsS4), con igual fórmula química que la luzonita pero con la enargita cristalizando en el sistema ortorrómbico. Además, es frecuente que lleve como impureza antimonio.
Forma una serie de solución sólida con la famatinita (Cu3SbS4), en la que la sustitución gradual del arsénico por antimonio va dando los distintos minerales de la serie.
El hecho de tener la misma fórmula que la enargita y la misma estructura y fórmula parecida a la famatinita hizo que originalmente no fuera considerado como un mineral, sino una mezcla o variedad de estos otros dos. Hoy es aceptado como mineral válido y se relaciona con estos dos minerales en la forma ya descrita.

## Hábito
Normalmente encontrada como material cristalino-masivo a granular, de color marrón-rosado intenso. Rara vez aparecen cristales formados, siendo éstos pequeños y de hábito equilátero (pseudooctaédricos).
Es frecuente que los cristales presenten intercrecimiento con cristales de enargita.

## Formación y yacimientos
Aparece como mineral primario en los yacimientos de minerales del cobre, tales como los de la Sierra de Famatina (Argentina), sobre todo en los depósitos en forma de vetas de alteración hidrotermal de temperatura entre baja y moderada y enriquecidos en cobre, arsénico y antimonio.
Suele encontrarse asociado a otros minerales como: enargita, tetraedrita-tennantita, colusita, estannoidita, pirita, calcopirita, covelita, esfalerita, bismutinita, sulfosales de plata, plata nativa, oro, marcasita, alunita, barita o cuarzo.

## Usos
Se extrae en las minas como mena de metal de cobre.